# أوفرتون
أوفرتون (بالإنجليزية: Overton)‏ هي بلدة غير مدخلة في مقاطعة كلارك في ولاية نيفادا في الولايات المتحدة. وهي تبعد 65 ميل (105 كم) شمال شرق لاس فيغاس. تقع البلدة على النهاية الشمالية لبحيرة ميد. وهي موطن مطار بيركينز فيلد مطار وإيكو باي.

## أعلام
- بيتي ويليس
- روجر إل. هنت